# Kornknarrar
Kornknarrar (Crex) är ett fågelsläkte i familjen rallar inom ordningen tran- och rallfåglar som förekommer i Europa, delar av norra Asien och Afrika. Det omfattar idag endast kornknarren (Crex crex). Tidvis har även gräsrall (Crecopsis egregia), tidigare kallad afrikansk kornknarr, inkluderats i släktet, men genetiska studier visar att de inte är varandras närmaste släktingar.